# Batalla de Kinburn
La batalla de Kinburn va ser lluitada l'1 d'octubre del 1787 com a part de la Guerra russoturca (1787-1792).

## Antecedents
Una feble fortalesa russa, Kinburn estava enfront Očakov sobre un banc de sorra formant part del riu delta del Dnièper. Cobria els apropaments a la base naval a Kherson. La raó per a l'atac otomà sobre Kinburn era privar a l'enemic d'una base per al setge d'Očakov i la base de flota de Kherson.

## Les forces
Alexander Suvorov, comandant la guarnició russa, tenia 19 peces d'artilleria de bronze i 300 de ferro en la fortalesa, febles en poder i rang d'abast, 1.500 soldats d'infanteria a Kinburne i 2.500 soldats d'infanteria, 38 canons, i cavalleria cosaca a unes 30 verstes (uns 50 quilòmetres) de la fortalesa.
Els otomans tenien 3 navilis de línia de 60 canons, quatre fragates de 34 canons, quatre bateries flotants, i 14 canoneres amb 4 canons cadascú. En total, al voltant de 400 canons. Les tropes otomanes van ser portades per 23 vaixells de transport.

## Primer atac
Durant el setembre, la flota otomana va obrir foc a distància en direcció a la costa, tractant de localitzar la posició dels emplaçaments dels canons russos. Durant un bombardeig, una galera russa "Desna" que era part d'una força de dues fragates i quatre galeres, part de la flotilla de l'Almirall Mordvinov, intervingué a iniciativa del seu capità maltès, i repel·lí els vaixells de guerra otomans.
El 29 i 30 de setembre del 1787 es va dur a terme un nou bombardeig des dels vaixells otomans a Kinburn, i l'1 d'octubre a les 9 del matí un desembarcament amfibi de 6.000 tropes va ser dut a terme a dos llocs separats (5.300 en la mateixa "llengua" del banc, i la resta 10-15 verstes més lluny, a un llogaret de Bienka), amb la flota donant suport amb foc al desembarcament, i el pasha d'Očakov va ordenar els vaixells de desembarcament que després de l'aterratge retornessin per evitar una retirada de la infanteria. La força de desembarcament va començar a cavar un total de 15 trinxeres, en l'intent d'apropar-se Kinburn.
Suvorov cridà els reforços, 2500 soldats d'infanteria i els cosacs, i va fer una pregària pública a l'església, on rebia les notícies.

## Contraatac
Al migdia els turcs es va acostar a uns 200 passos de la fortalesa. Alexander Suvorov va començar el primer contraatac amb 1.500 soldats de la infanteria d'Orlov i els regiments de granaders de Shlisselburg, que van prendre 10 de les 15 trinxeres, però sota el foc del flanc de la flota otomana es van veure obligats a retirar-se a la fortalesa. El mateix Suvorov va ser ferit al costat i la mà esquerra, i només es va salvar gràcies al coratge de Stepan Novikov, un granader del regiment de granaders de Shlisselburg.
A les 16.00 hores els reforços russos es va acostar i Suvorov va repetir el seu atac, fent que els cosacs ataquessin el flanc esquerre i la rereguarda de l'enemic sobre els bancs de sorra. Aquest atac va ser un èxit, i els turcs van ser expulsats de les trinxeres i empesos a la costa, cosa que va obligar la flota a no disparar per no ferir a les seves pròpies tropes, i els canons russos pogueren disparar a boca de canó causant una matança entre els turcs.
A la nit, 600 supervivents del desembarcament turc va tornar a bord de la flota amb barques de rems. Diversos centenars es van amagar entre els joncs, i van ser atacats pels cosacs l'endemà.

## Conseqüències
Les pèrdues russes van ser dos oficials i altres 136 soldats morts, i 17 oficials i 300 soldats ferits, i 4.000 baixes turques, entre ells dos oficials francesos vestits de turcs que van ser enviats a Sibèria.
En l'informe de Suvorov el regiment Shlisselburg és particularment reconegut per la seva valentia. Per la victòria a Kinburn Caterina la Gran va guardonar Alexander Suvorov amb l'Orde de Sant Andreu i els més alts elogis, on va escriure: "T'ho mereixes per la fe i la fidelitat".